# 札幌市学級経営研究会
札幌市学級経営研究会（さっぽろしがっきゅうけいえいけんきゅうかい）は、北海道札幌市に本拠地を構える民間教育研究団体。略称は札学経。札幌市内の小学生など児童が生き生きと活動できる学級づくりを目指して発足した。会長は2018年時点で、札幌市立八軒北小学校校長の校長を務める佐藤政美が務めている。

## 概要
札幌市学級経営研究会は、子供たち一人一人にそれぞれの居場所ができる温かい仲間をつくり、そこで子供達が生き生きと活動できる学級をつくる目的で発足、1993年11月6日に札幌市学級経営研究会規約を施行した。小学校教諭等研究会に加盟する会員が教室内において実践した結果や実績を持ち寄って他の会員と交流しあい、他の会員と彼らの職場の双方が実践する力を高められる活動を行うことが、研究会の目的である。
事業内容は各種研究大会や学級経営プロジェクトへの参加、他の会員との交流など。会員になることができるのは札幌市内とその近郊の学校の教職員に限られており、有志や退職者は準会員となる。研究会の構成は事務局と各部会に分けられており、研究活動の推進をはかる研究部、広報活動を行う広報部、会計事務の処理を担当する会計部、 資料の収集や研究紀要、実践集を発行する庶務部で構成される。
事業内容の一つである研究大会は市内の学校で開催され、その他毎年春・夏・冬に「研修会」が執り行われる。第1回目の研究大会が行われたのは1995年であり、以降札幌市内の学校で毎年行われている。2001年10月2日に札幌市立稲積小学校で行われた第7回研究大会では、コンピューターを取り入れて子供たちが自分自身を表現できる学級環境を実践した。また、その翌年の2002年10月8日に札幌市立八軒北小学校で行われた第8回研究大会では、算数科の分数倍を用いて授業を行った。
各季節毎に行われる研修会では、会員が集まって交流を深め、今後の学級経営についての理解を深め計画を立てる。会場では国内の大学から講師を招いて行う講演会があり、近年では小学校における学級内での英語教育について話し合いが進められるなどしている。夏の研修会が初めて開催されたのは2002年7月30日である。研修会では、北海道教育委員会や札幌市教育委員会など北海道内の各教育機関が後援する。